# Реюньйон (гаряча точка)

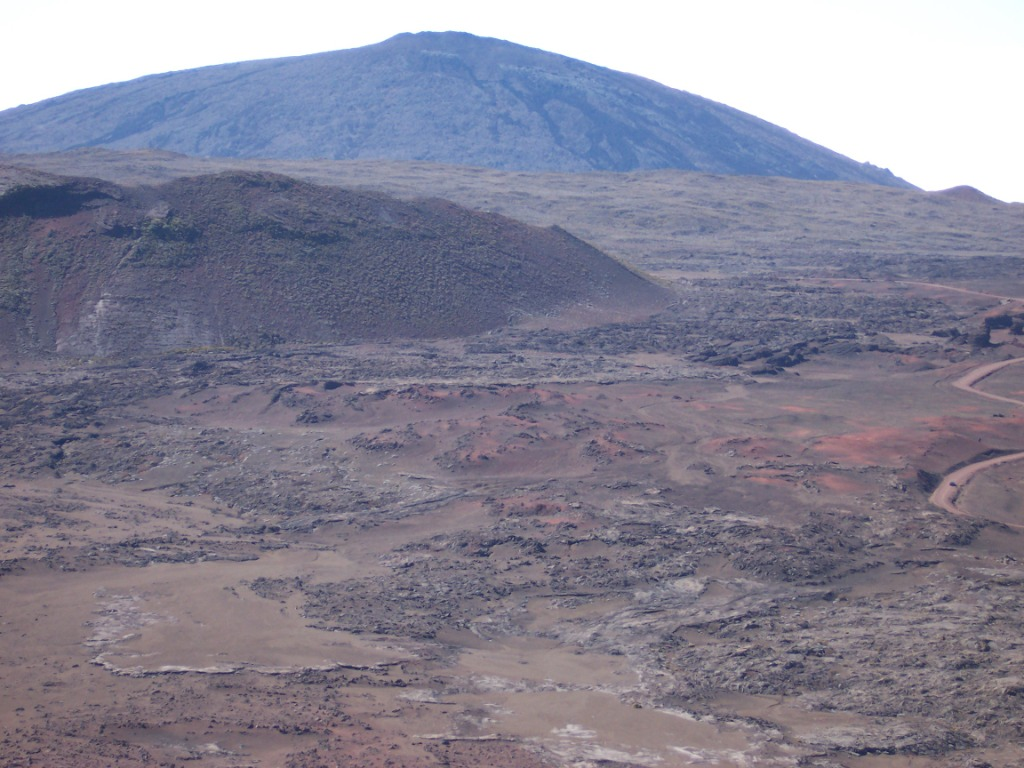
Питон-де-ля-Фурнез, активний щитовий вулкан утворений гарячою точкою Реюньйон.

Гаряча точка Реюньйон — вулканічна гаряча точка яка наразі знаходиться під островом Реюньйон в Індійському океані. Гаряча точка, як вважають, була активною протягом 65 мільйонів років. Величезне виверження цієї гарячої точки 65 мільйонів років тому, як вважають, утворило Деканські трапи, величезні масиви базальтової лави, які охоплюють центральну частину Індії, і відкрило рифтінг який відокремив від Індії Маскаренське плато. Виверження Деканських трапів збіглося зі зникненням динозаврів, існують припущення, що ці дві події були пов'язані між собою. В той час як Індостанська плита дрейфувала на північ, гаряча точка продовжувала прориватися через океанічну літосферу, створюючи низку вулканічних островів і підводних плато. Лаккадивські острови, Мальдіви і архіпелаг Чагос є атолами на терені колишніх вулканів й утворені 60-45 мільйонів років тому й згодом зазнали занурення нижче рівня моря. Близько 45 мільйонів років тому серединно-океанічний рифт перетнув гарячу точку й точка опинилася під Африканською плитою.
Гаряча точка була у стані відносного спокою 45-10 мільйонів років тому, після чого діяльність відновилася, створюючи Маскаренські острови, включаючи в себе Маврикій, Реюньйон та Родригес . Маврикій і хребет Родригес було створено 8-10 мільйонів років тому, і острови Родрігес і Реюньйон в останні два мільйони років. Питон-де-ла-Фурнез, щитовий вулкан на південному сході Реюньйона, є одним з найактивніших вулканів у світі, останнє виверження відбулося 2 січня 2010 року.